# Абакарова Еліна Магодівна
Елі́на Маго́дівна Абака́рова (у шлюбі Нісчал; 23 травня 1966, м. Махачкала, Дагестан — 25 жовтня 2024) — українська архітекторка, художниця. Стипендіатка інституту танцю «Храм мистецтва» в м. Делі (Індія, 1999).

## Життєпис
Еліна Абакарова народилася 23 травня 1966 року в місті Махачкалі в Дагестані.
Закінчила художню та музичну школи в Бережанах, факультет архітектури Львівського політехнічного інституту (нині Національний університет «Львівська політехніка»). Навчалась у м. Катманду (Непал) та м. Делі класичних індійських танців (1990, 1991–1994).
Працювала в архітектурному бюро та художній кооперативі у Бережанах.
Керівниця ансамблю індійського танцю «Амріта» (створений 1995; звання «народний» від 1999) при ПК «Березіль» у Тернополі.
19 вересня 2014 року за підтримки посольства України в Республіці Індія і Товариства дружби України та Індії виступила в Делі із сольним концертом «Індія — пошук», щоб привернути увагу індійського глядача до України.

## Творчість
Працює в галузі живопису та графіки.
Персональні виставки:
- м. Катманду (1992, 1993),
- «Краса мистецтва і природи» — в художній галереї ICCR (Індійська рада з культурних зв'язків), на відкритті якої з-поміж почесних гостей були президент ICCR, професор Локеш Чандра, посол Республіки Болгарія в Індії Петко Дойков з дружиною, посол Республіки Словаччина в Індії Зігмунд Берток, дружина Надзвичайного і Повноважного посла України в Індії Наталія Поліха та інші (2017).[1]